# Jerzy Jędrzejewski (inżynier)
Jerzy Witold Jędrzejewski (ur. 1932) – polski inżynier mechanik. Absolwent z 1956 Politechniki Wrocławskiej. Od 1986 profesor na Wydziale Mechanicznym Politechniki Wrocławskiej.